# 東山川
東山川（ひがしやまがわ）は、大阪府高槻市北西部を流れる川。西山川の支流であり、淀川の3次支流。起点は高槻市安岡寺町。

## 流域
大阪府高槻市北部を流れる、西山川の支流。高槻市安岡寺町を水源とし南西に流れ、宮之川原で西進し、西之川原で西山川下流部左岸に注ぐ。丘陵地の住宅地を流下する小流である。高度成長期の流域の宅地開発に伴ってコンクリートで川底、河岸が固められ、（三面張りと言う）今では都市河川の様相を呈する。

## 流域の自治体
大阪府高槻市のみ。